# 博伊爾斯頓 (伊利諾伊州)
巴恩希爾（英語：Barnhill）是位於美國伊利諾伊州韋恩縣的一個非建制地區。該地的面積和人口皆未知。

## 地理
巴恩希爾的座標為38°21′4″N 88°26′33″W / 38.35111°N 88.44250°W，而該地的平均海拔高度為130米（即433英尺）。